# Longas Muralhas

Mapa de Atenas Antiga, com a região cercada pelas Longas Muralhas em branco.

Longas Muralhas (em grego:  Μακρά Τείχη, transl. Makrá Teíkhē), também conhecidas como Longos Muros, na Grécia Antiga, é como eram conhecidas as muralhas construídas de uma cidade até o seu porto, garantindo assim aos habitantes desta cidade um acesso seguro ao mar, mesmo durante longos períodos de sítio. Embora muralhas longas tenham sido construídos em diversos locais da Grécia, como Corinto e Mégara, o termo costuma ser usado, com iniciais maiúsculas, como o nome que designa especificamente as muralhas que ligavam Atenas aos portos do Pireu e Faleros. Estas muralhas foram construídas no meio do século V a.C.,  destruídas pelos espartanos em 404 a.C., ao fim da Guerra do Peloponeso, reconstruídas novamente com o auxílio dos persas durante a Guerra Coríntia e finalmente destruídas quando Lúcio Cornélio Sula tomou o Pireu. Eram um elemento chave da estratégia ateniense, já que possibilitava uma ligação marítima constante, e evitava que a cidade fosse totalmente cercada.
As muralhas originais de Atenas foram destruídas pelos invasores persas durante a ocupação da Ática, em 480 e 479 a.C., como parte das Guerras Greco-Persas. Após a Batalha de Plateia, as tropas persas que haviam invadido a Grécia em 480 recuaram, e os atenienses puderam reocupar suas terras e começar a reconstruir a cidade. Já no início deste processo de reconstrução iniciaram-se as obras das novas muralhas em torno da cidade. Os espartanos, no entanto, opuseram-se a este projeto, bem como seus aliados do Peloponeso, alarmados pelo crescente poder de Atenas. Enviados espartanos instaram os atenienses a não seguir adiante com a construção, argumentando que uma Atenas cercada por muralhas seria uma base útil para um exército invasor, e que as defesas do Istmo de Corinto seriam proteção suficiente contra estes invasores. Os atenienses não deram ouvido a estes alertas, no entanto, com a plena consciência de que deixar sua cidade sem muralhas lhes colocaria irremediavelmente à mercê dos peloponésios; Tucídides, em seu relato destes eventos, descreve uma série de maquinações complexas, feitas por Temístocles, para distrair os espartanos até que as muralhas já tivessem sido erguidas a uma altura que as tornassem defensáveis.
No início da década de 450 a.C. tiveram início os confrontos militares entre Atenas e os diversos aliados peloponésios de Esparta, especialmente Corinto e Égina. No meio deste combate, Atenas iniciou a construção de outras duas muralhas, entre 462 a 458 a.C., uma que ia da cidade até o antigo porto de Faleros, enquanto o outro ia até o ponto mais novo, Pireu. Em 457 a.C. um exército espartano derrotou os atenienses que defendiam a construção do muro em Tânagra, porém as obras continuaram, e eventualmente foram concluídas pouco tempo depois desta batalha. Estas novas fortificações, as chamadas Longas Muralhas, fizeram com que Atenas nunca perdesse o fornecimento de mantimentos, na medida em que controlava o mar.